# Franz Otto von Pirch
Franz Otto von Pirch (* 16. Februar 1733 auf Gut Klein-Nossin; † 16. August 1813 in Stargard) war ein preußischer General der Infanterie.

## Leben

### Herkunft
Franz Otto entstammte dem alten pommerschen Adelsgeschlecht Pirch. Seine Eltern waren der polnisch-kursächsische Hauptmann sowie Erbherr auf Klein Nossin, Podel und Daber, Georg Ernst von Pirch (1695–1765) und dessen Ehefrau Dorothea Elisabeth Luise, geborene von Somnitz (1701–1781) aus dem Hause Beversdorf. Er hatte zwölf Geschwister, darunter die beiden preußischen Generale George Lorenz von Pirch (1730–1797) und Nikolaus Heinrich von Pirch (1736–1808) sowie den französischen Oberst Johann Ernst von Pirch (1744–1783).

### Militärischer Werdegang
Pirch wurde im Hause seines Onkels, des kursächsischen Generalleutnants Michael Lorenz von Pirch erzogen und besuchte das Gymnasium in Dresden. Er trat dann 1747 als Kadett in das kursächsische Infanterieregiment „Prinz Anton“ ein. Zu Beginn des Siebenjährigen Krieges wurde er am 15. Oktober 1756 bei Pirna durch die Preußen gefangen genommen und wie alle anderen 18.500 sächsischen Soldaten in die Preußische Armee gepresst.
Hier wurde Pirch mit Patent vom 25. Oktober 1756 als Premierleutnant angestellt und dem aus gefangenen Sachsen errichteten Regiment „von Manstein“ zugeteilt. Zu Beginn des Jahres 1757 versah er Dienst im Rekrutenbataillon des Infanterieregiments „von Bevern“ und wurde am 2. September 1757 Kapitän beim Grenadierbataillon „von Ingersleben“. Im weiteren Kriegsverlauf kämpfte Pirch bei Reichenbach, Prag und der Belagerung von Neiße.
1770 wurde er Major im Infanterieregiment „Hessen-Kassel“ und nahm an Friedrichs II. Feldzügen in Böhmen, Pommern und Sachsen sowie 1787 am Feldzug in Holland teil. Für seine Verdienste hatte Pirch 1774 bei der Revue den Orden Pour le Mérite erhalten. Am 25. Mai 1781 wurde er Oberstleutnant und am 7. Juni 1782 Oberst. 1786 wurde er in den Adelsstand erhoben.
Am 20. Mai 1789 wurde er zum Generalmajor befördert und war von 1789 bis 1791 Chef des Infanterieregiments „von Gaudi“ in Wesel, von 1791 bis 1795 des Infanterieregiments „von Scholten“ und von 1795 bis 1806 Chef des Infanterieregiments „von Klinckowström“.
Im Ersten Koalitionskrieg gegen Frankreich führte Pirch 1792/97 die Avantgarde des preußischen Heeres unter dem braunschweigischen Herzog Friedrich Wilhelm am 30. Januar 1793 über den Rhein. Später deckte er in der Schlacht bei Morlautern am 18./19. November 1793 den Abzug der preußischen Truppen und erhielt für diese Tat am 7. Dezember 1793 den Roten Adlerorden I. Klasse. Am 23. Mai 1795 focht er in der Schlacht bei Kaiserslautern mit.
Nach dem Frieden von Basel (1795) war er als Generalleutnant bis 1805 Generalinspekteur der pommerschen Infanterie. Am 28. Mai 1800 schlug Friedrich Wilhelm III. Pirch zum Ritter des Schwarzen Adlerordens. 1805 rückte er mit seinem Korps nach Thüringen und wurde Chef des Hauptkorps der Armee des Herzogs von Braunschweig. Da er sich den Belastungen des Krieges nicht mehr gewachsen zeigte, wurde er nach Friedensschluss von den Verhältnissen des Felddienstes entbunden und mit einem Gehalt von 3000 Talern zum Gouverneur von Kolberg ernannt. Bis zu seinem Tod im Jahr 1813 lebte er in Stargard.

### Familie
Pirch heiratete in erster Ehe 1762 in Magdeburg Charlotte Friederike (* 3. August 1740; † 8. Januar 1781 in Wesel), die Tochter des pommerschen Kriegs- und Domänenkammerdirektors Christian Ludwig von Winckelmann und dessen Ehefrau Maria Hille. Nach deren Tod heiratete Pirch in zweiter Ehe am 31. Januar 1785 in Danzig Eleonore Henriette, geschiedene Gräfin von Schwerin (* 7. September 1744 in Barten; † 30. Juli 1806 in Stargard), die Tochter des preußischen Kriegsrats Daniel Friedrich Hindersin, dirigierender Bürgermeister und Polizeidirektor zu Königsberg. Aus den beiden Ehen gingen folgende Kinder hervor:
- Georg Dubislav Ludwig (1763–1838), preußischer Generalleutnant und Ritter des Pour le Mérite mit Eichenlaub
- Otto Karl Lorenz (1765–1824), preußischer Generalleutnant und Ritter des Pour le Mérite mit Eichenlaub
- Ernst Friedrich Jasbon (* 1766), preußischer Stabskapitän und Ritter des Pour le Mérite, ⚭ 1796 Henriette Tralda Metger
- Christoph Wilhelm Rüdiger (1767–1846), preußischer Generalmajor
- Hans Nikolaus Gützlaff (1768–1825), preußischer Oberst und Kommandant von Saarlouis; ⚭ 1805 Christiane Faber (ca. 1790; † 1855)
- Karoline (1770–1845), Domina des Klosters Lindow
- Wilhelm Karl Gottlob (1777–1846), preußischer Kapitän

⚭ 1804 Karoline Leopoldine von Quickmann (1785–1805)
⚭ 1808 Johanna von Rosenberg (1792–1868)
- Charlotte Friederike Philippine (1781–1852) ⚭ 1807 Ernst Alexander von Unruh († 1831)
- Franz Heinrich Gneomar (1785–1813), preußischer Premierleutnant